# هوسبرن كرولي (بيدفوردشير)
هوسبرن كرولي (بالإنجليزية: Husborne Crawley)‏ هي قرية وأبرشية مدنية تقع في المملكة المتحدة في إنجلترا. يقدر عدد سكانها بـ 237 نسمة .